# Starzec zwyczajny
Starzec zwyczajny, starzec pospolity (Senecio vulgaris L.) – gatunek rośliny z rodziny astrowatych. Pochodzi z siedlisk związanych z wybrzeżem z obszaru śródziemnomorskiego, ale został rozprzestrzeniony na wszystkie kontynenty z wyjątkiem Antarktydy. Występuje głównie jako chwast na siedliskach ruderalnych i segetalnych. Ponieważ jest rośliną trującą problemy stwarza zwłaszcza w uprawach i na pastwiskach. Dawniej bywał wykorzystywany w lecznictwie ludowym.

## Zasięg występowania
Rodzimy obszar jego występowania to obszar śródziemnomorski w Europie, znaczna część Azji i Afryka Północna (Algieria, Libia, Maroko, Tunezja). Znacznie jednak powiększył swój zasięg i jako gatunek zawleczony rozprzestrzenił się w innych rejonach świata. Obecnie jest gatunkiem kosmopolitycznym; poza Antarktydą występuje na wszystkich kontynentach oraz na licznych wyspach. W Europie północna granica jego zasięgu biegnie przez Grenlandię, Islandię i północne rejony Półwyspu Skandynawskiego. W Polsce jest bardzo pospolity na obszarze całego kraju. W Tatrach rośnie do wysokości 1500 m n.p.m. Status gatunku we florze Polski:  archeofit.

## Morfologia
ŁodygaWzniesiona lub podnosząca się, o wysokości 7-45 cm, naga lub pajęczynowato owłosiona, często czerwono nabiegła. Przeważnie rozgałęzia się, ale czasami, gdy rośnie w niesprzyjających warunkach tworzy tylko pojedynczy pęd.
LiścieUlistnienie skrętoległe. Dolne liście krótkoogonkowe, pierzastowcinane, o odcinkach malejących ku nasadzie, nierówno ząbkowane i zamierające podczas kwitnienia. Wyższe liście uszkowatą nasadą obejmujące łodygę.
LiścienieWąskie, o zwężonej nasadzie i zaokrąglonym końcu. Na dolnej stronie ciemniejsze.
KwiatyZebrane w walcowate koszyczki o średnicy do 4 mm, tworzące rozgałęziony podbaldach. W nasadzie koszyczków około 9-10  pokrywek. Okrywę koszyczków tworzy 20-21 listków w jednym szeregu. Są one równowąskie, błoniasto obrzeżone, o ciemnej górnej części i z pęczkiem włosków na szczycie. Kwiaty zazwyczaj wyłącznie rurkowate, czasami występuje na obrzeżu koszyczków 8 krótkich i zwiniętych kwiatów języczkowych. Kwiaty rurkowe żółte, obupłciowe o 5-łatkowej koronie, 5 pręcikach i jednym, dolnym i jednokomorowym słupku.
OwocWąskie, szarobrunatne, żeberkowane i przylegająco owłosione niełupki o długości do 2,5 mm. Mają biały puch kielichowy złożony z pojedynczych włosków o długości do 6 mm. Jedna roślina wytwarza około 1-6 tysięcy nasion.

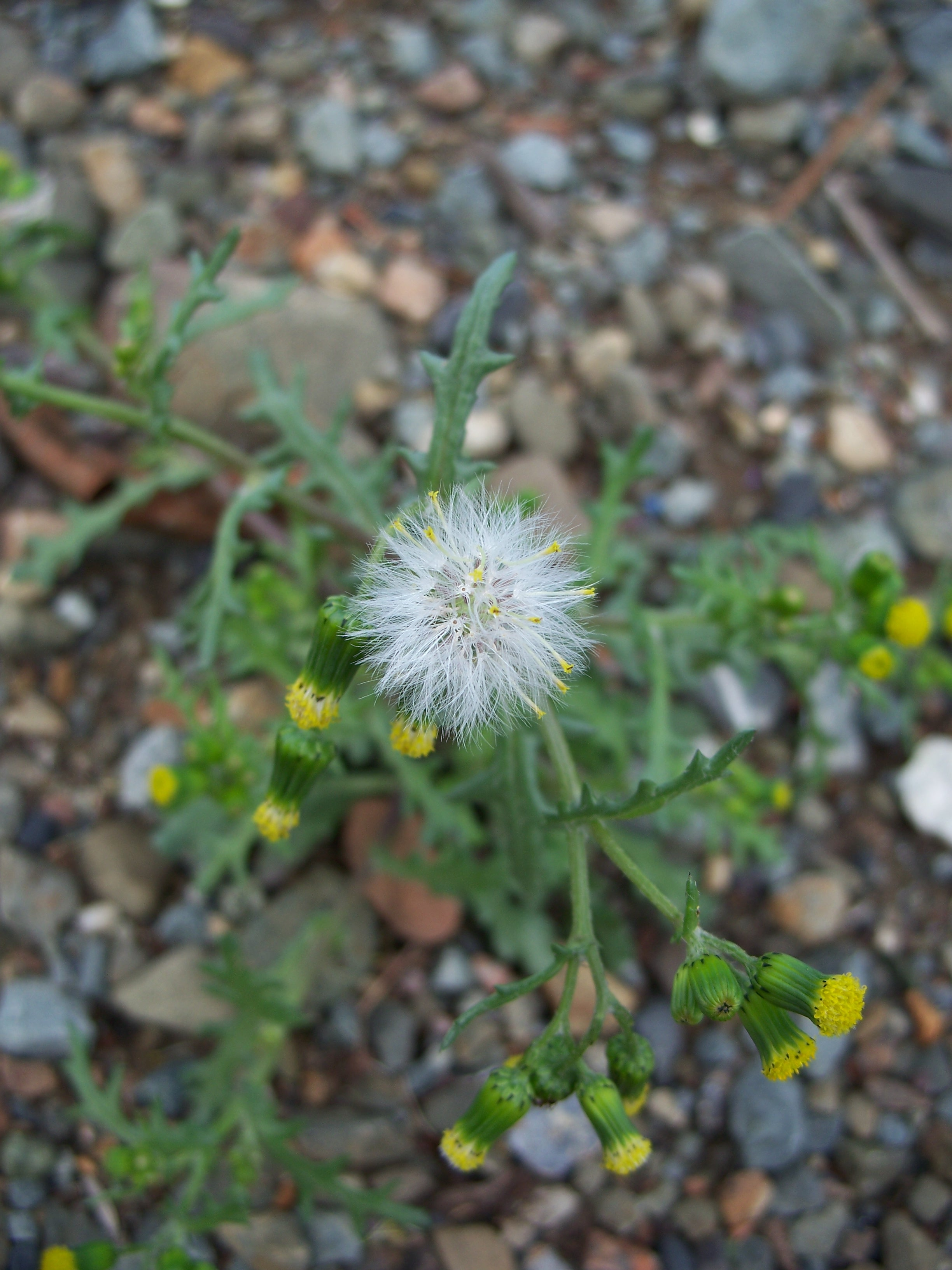
Pokrój
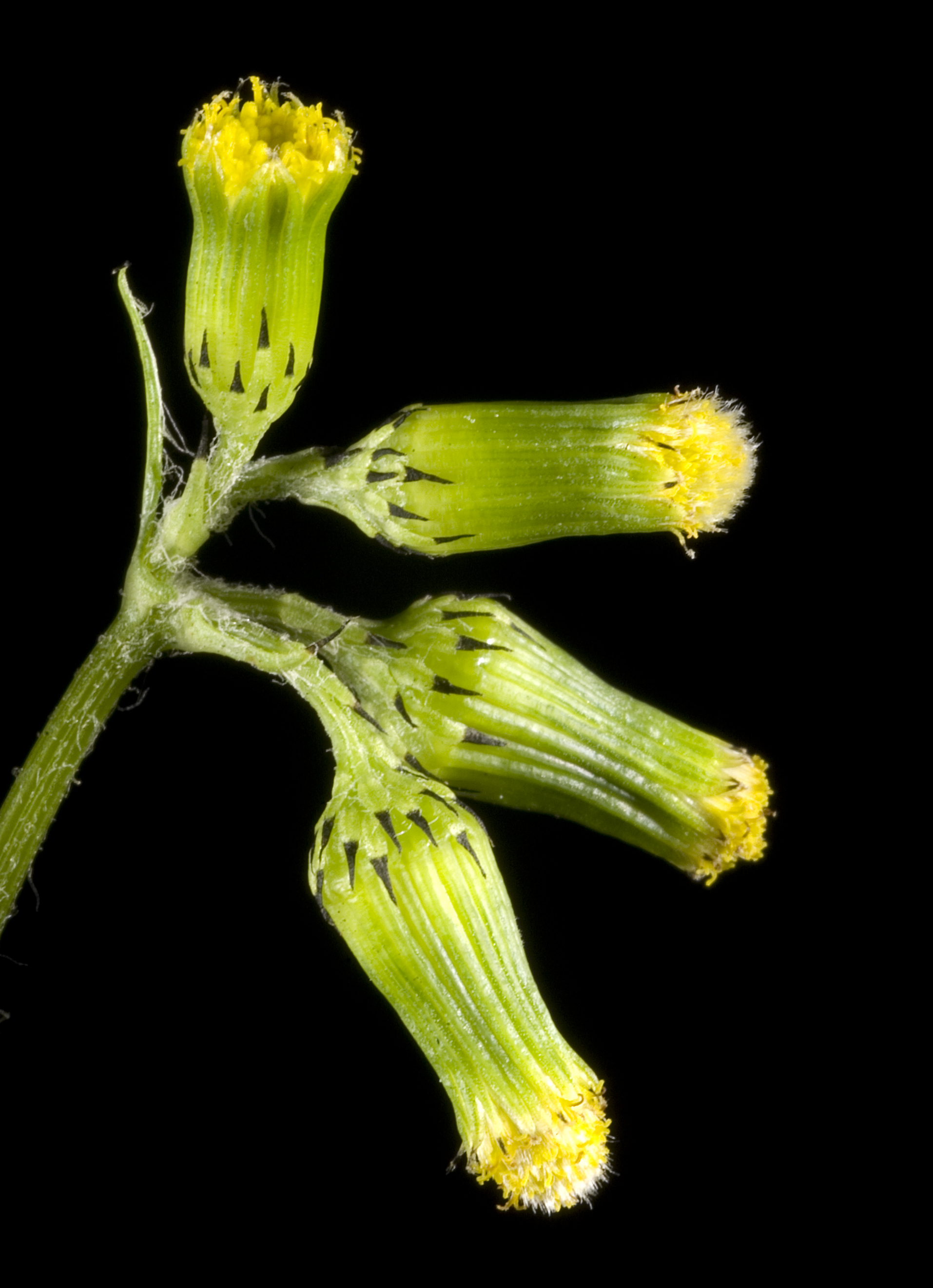
Kwiatostan
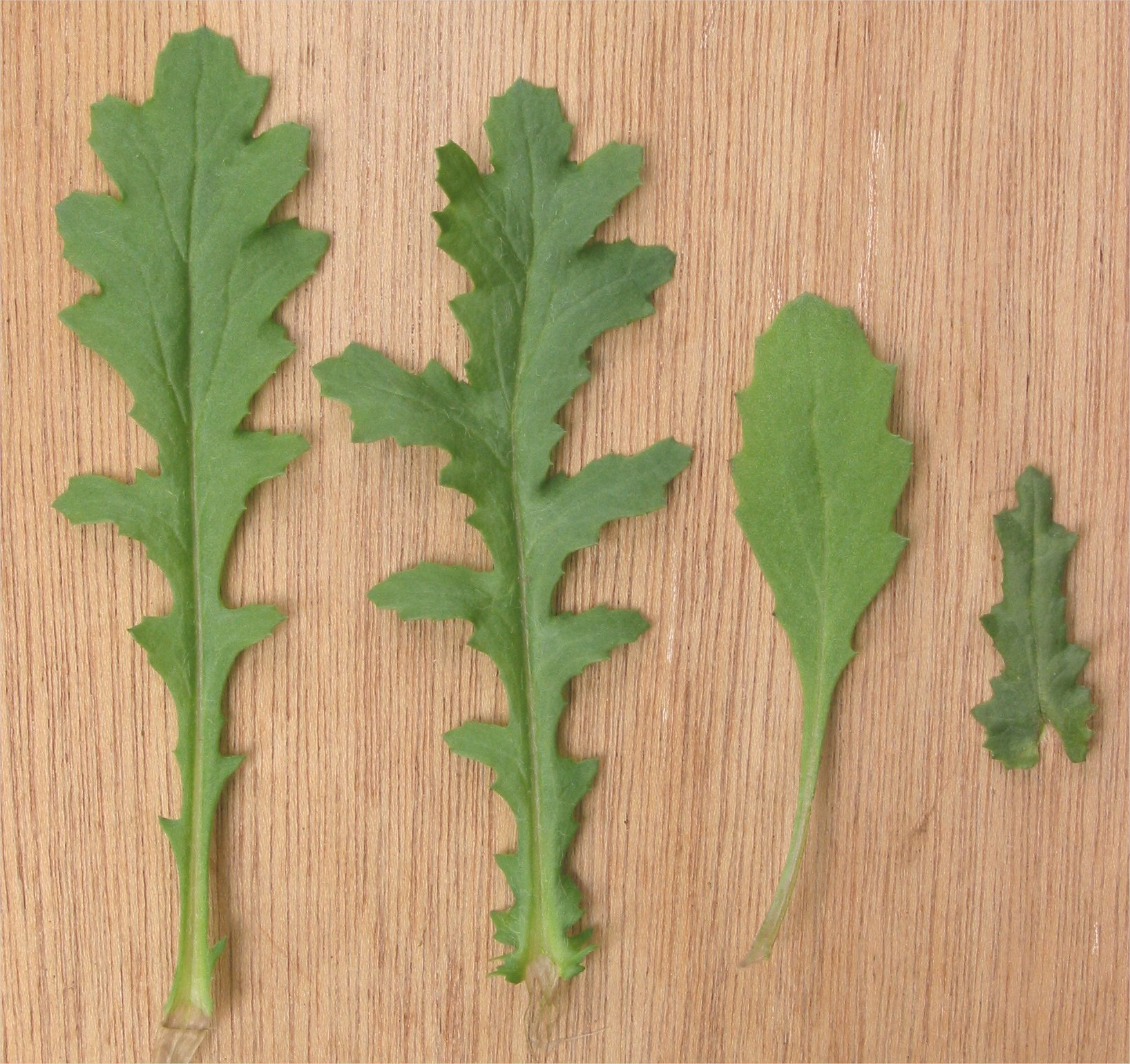
Liście
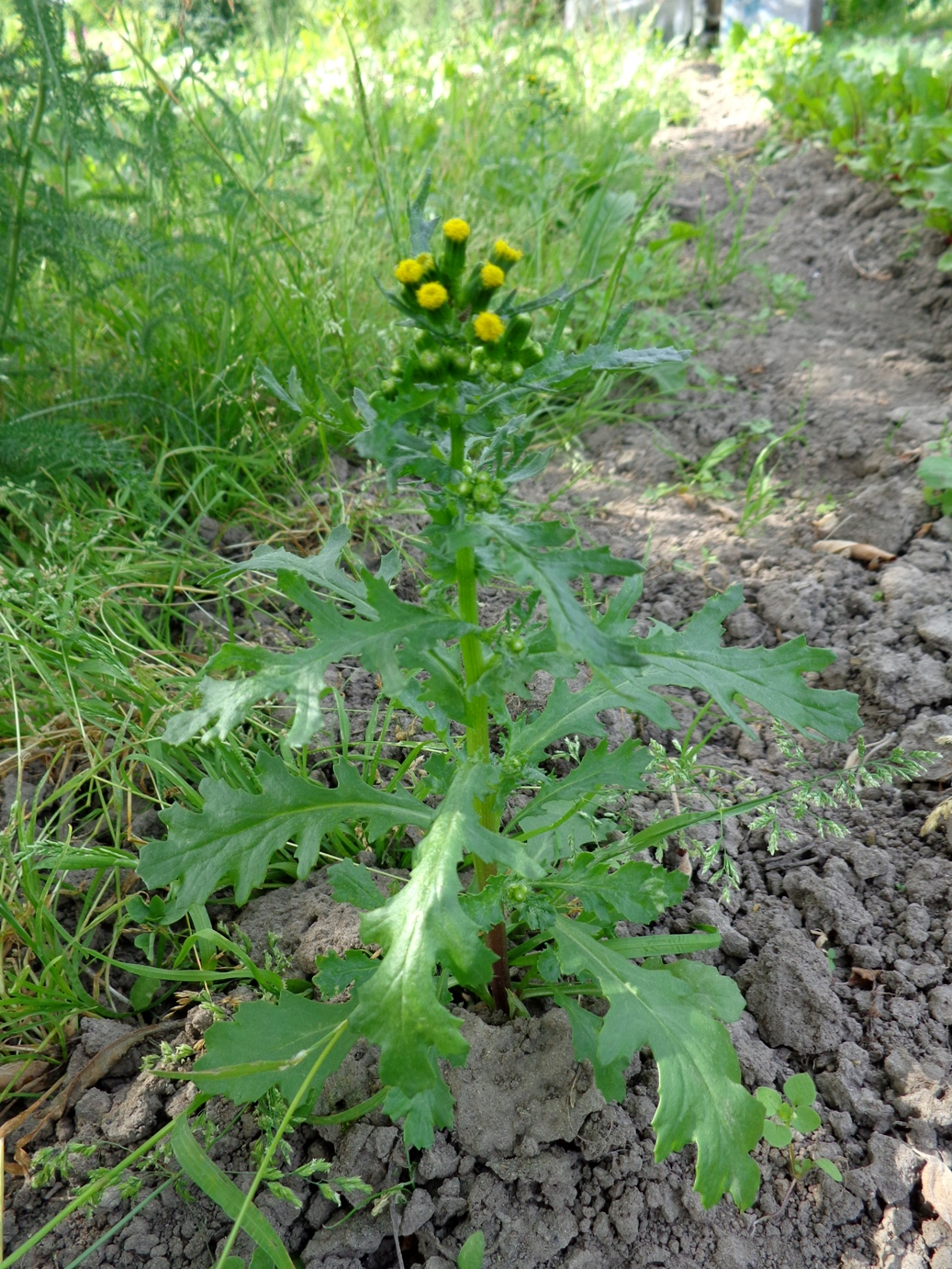
Pęd
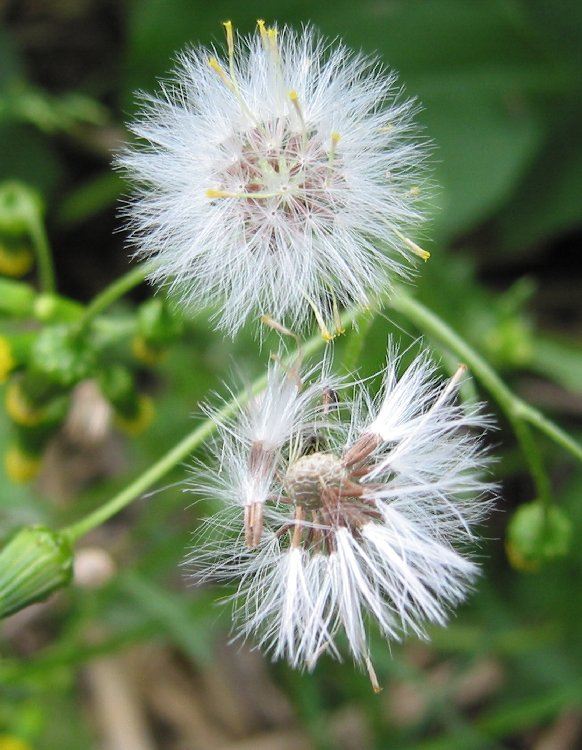
Owoce

## Biologia i ekologia
RozwójRoślina jednoroczna lub dwuletnia, hemikryptofit. Kwitnie przez cały rok (również w zimie, jeśli nie ma śniegu). Kwiaty zapylane są głównie przez muchy i osy, które zbierają pyłek, roślina nie wytwarza nektaru. Roślina wiatrosiewna.
SiedliskoWystępuje na różnych glebach, preferując te zasobne w związki azotu. W rodzimym obszarze swojego występowania rośnie na wybrzeżach na wydmach. W Polsce jest rośliną siedlisk ruderalnych i segetalnych. Rośnie na gruzowiskach, wysypiskach, poboczach dróg, w szczelinach murów oraz na polach i w ogrodach jako chwast, zwłaszcza w uprawach buraków, roślin strączkowych i kukurydzy. W klasyfikacji zbiorowisk roślinnych forma littoralis stanowi takson charakterystyczny dla Cl. Cakiletea maritimae.
Roślina trującaZawiera wiele trujących związków chemicznych. Między innymi są to: enecjonina, senecyna, kwercetyna, kwas fumarowy, pyrralizydyna. Powodują one zaburzenia w  pracy układu pokarmowego i uszkadzają organy wewnętrzne (głównie wątrobę i trzustkę). Szczególnie wrażliwe są konie, bydło, owce, świnie, a także drób. Starzec zwyczajny ma nieprzyjemny aromat i zapach, dzięki temu zwierzęta na pastwisku omijają go. Mogą jednak zatruć się starcem znajdującym się w sianie lub paszy. Objawy zatrucia pojawiają się zazwyczaj dopiero po dłuższym okresie karmienia zwierząt sianem lub paszą zawierającym tę roślinę.
Starzec zwyczajny jest trujący również dla ludzi. Zawarte w nim substancje mają działanie mutagenne, kancerogenne i hepatotoksyczne.
Oddziaływania międzygatunkoweNa starcu zwyczajnym pasożytują niektóre gatunki grzybów i organizmów grzybopodobnych. Między innymi są to: Bremia lactucae, Golovinomyces cichoracearum,  Coleosporium tussilaginis.
GenetykaLiczba chromosomów 2n = 40. Tworzy mieszańce z starcem leśnym i s. wiosennym.

## Zastosowanie
Niektóre gatunki starców, w tym starzec zwyczajny, były wykorzystywane w dawnej medycynie ludowej przeciwko kolkom, do zwalczania robaków w przewodzie pokarmowym, jako środek znoszący parcie na mocz, zmniejszający krwawienia miesiączkowe oraz ułatwiający wydalanie złogów z pęcherzyka żółciowego i układu wydalniczego. Zewnętrznie maceraty stosowano do leczenia wyprysków i jako środek przyspieszający gojenie ran. Od czasu gdy wykryto trujące własności starca zwyczajnego stracił on znaczenie w lecznictwie i odradza się wykorzystywanie go w celach leczniczych.

## Szkodliwość i zwalczanie
Ze względu na swoje trujące właściwości szczególnie starannie powinien być zwalczany na pastwiskach i łąkach. Na polach powoduje straty, zabiera bowiem uprawianym roślinom wodę i składniki pokarmowe, ponadto szybko rosnąc zacienia i głuszy ich siewki.
Jest dość trudnym do zwalczania chwastem ze względu na bardzo długi okres wegetacyjny. Zwalcza się go zarówno metodami agrotechnicznymi, jak i agrochemicznymi. Ogranicza się jego liczebność poprzez wiosenne bronowanie pól, podorywkę po zbiorze plonów, używanie materiału siewnego pozbawionego nasion chwastów, niszczenie chwastów na nieużytkach, rowach  i terenach przylegających do pól uprawnych oraz stosowanie płodozmianu. Jeżeli do nawożenia pól wykorzystywany jest kompost lub obornik, powinien on być dobrze przefermentowany. Na niedużych powierzchniach wskazane jest ściółkowanie upraw, można też starca zwyczajnego usuwać ręcznie (przed kwitnieniem).
Jeśli jednak pojawi się w dużej ilości, należy go zwalczać chemicznie. Jest wrażliwy na większość znajdujących się w herbicydach substancji czynnych. Zarejestrowano liczne preparaty przeznaczone do zwalczania starca. Zwalczają one także liczne gatunki innych chwastów. Preparaty te zawsze należy stosować zgodnie z zaleceniami zawartymi na etykiecie preparatu i w odpowiedniej fazie rozwojowej, zarówno rośliny użytkowej jak i chwastu.